# Rhogeessa tumida
Rhogeessa tumida es una especie de murciélago de la familia Vespertilionidae.

## Distribución geográfica
Se encuentra en el sur de Tamaulipas a lo largo de la costa atlántica de México, la costa del Pacífico de Chiapas, al sur y al noroeste de Costa Rica.